# 泰歐·蓋爾基
泰歐·蓋爾基（Teo Gheorghiu）是一位瑞士鋼琴家。

## 生平
蓋爾基於1992年8月12日出生，父母為羅馬尼亞人與加拿大人。
他曾出演2006年電影《想飛的鋼琴少年》。